# Navío Rey Don Francisco de Asís (1853)
El Rey Don Francisco de Asís fue el último navío de línea construido en España para la Armada Española.

## Construcción
Se aprobó su construcción en 1850, correspondiéndole esta a los Reales Astilleros de Esteiro de Ferrol, y se realizaron sus obras en la Grada de los Leones. Entró en servicio en 1853, su diseño seguía los planos del antiguo navío Soberano y su coste ascendió a 3.396.662,29 pesetas.
Tenía un mascarón de proa, representando al rey consorte Francisco de Asís con uniforme militar, entorchados y decoraciones.
Por Real Orden de 24 de octubre de 1855 se ordenó su transformación a navío de hélice, pero un dictamen pericial desaconsejó dicha reforma. El proyecto fue suspendido el 21 de junio de 1856, llevando entonces el buque en dique seco desde marzo, con objeto de instalarle dichas máquinas.

## Historial de servicio
Al ser tan tardío, no fue prácticamente utilizado y nunca estuvo en actividad militar, pues ya los vapores de ruedas, aunque portaban mucha menos artillería, gracias a su sistema de propulsión eran más maniobrables que los grandes navíos. No obstante, por Real Orden de 24 de octubre de 1855, se ordenó su transformación como un navío de hélice. Para ello, ingresó en dique seco en marzo del año siguiente para adaptarle los motores, pero la reforma se suspendió el 21 de junio de 1856 y nunca se llevó a cabo.
El Francisco de Asís participó en el viaje que la Reina Isabel II hizo a Alicante y Valencia el 25 de mayo de 1858 al mando del brigadier Ramón María Pery.
En el estado general de la Armada de 1858, figura como navío numeral 2 el Francisco de Asís, de 84 cañones y con destino en Ferrol.
En el estado general de la Armada de 1860, aparece con los mismos datos, pero sin numeral ni destino.
En el estado general de la Armada de 1863, figura con los mismos datos que el anterior, pero como escuela de quintos y al mando del Capitán de Fragata Juan Bautista Topete.
Fue dado de baja por Real Orden, causando baja en las listas de la Armada el 19 de octubre de 1866. 